# 月光 (GACKTの映像作品)
『月光』(げっこう)は、2003年8月6日に発売したGacktのビデオ・クリップ集。発売元は日本クラウン。

## 概要
- ビデオ・クリップ集としては初となる、VHSとDVDの2形態でのリリースであり、ビデオ・クリップ集の発売は、『微風』以来、1年5か月ぶりのリリースとなる。
- 13thシングル「君が追いかけた夢」と14thシングル「月の詩」のPVとメイキング映像が収録されている。

## 収録曲
1. 君が追いかけた夢
2. 君が追いかけた夢 Making
3. 月の詩
4. 月の詩 Making